# Raymond Smith Dugan
Raymond Smith Dugan (30 de maio de 1878 – 31 de agosto de 1940) foi um astrônomo estadunidense. Seus pais foram Jeremiah Welby e Mary Evelyn Smith e nasceu em Montague, Massachusetts.
O asteroide 2772 Dugan foi assim nomeado em sua homenagem.